# Miss Universo 2010
Miss Universo 2010 foi a 59ª edição do concurso, realizada no dia 23 de agosto no Mandalay Bay Events Center do Mandalay Bay Resort and Casino, em Las Vegas, Estados Unidos. Ximena Navarrete, Miss México, foi eleita entre outras 82 candidatas e coroada por sua antecessora, a venezuelana Stefanía Fernández.

## Cidade-sede
A escolha de Las Vegas como sede da edição se deu apenas após várias confirmações, intenções declaradas e desistências de outras cidades pelo mundo e foi feita em caráter emergencial, anunciada ao fim do Miss USA 2010 apenas três meses antes do concurso, com a confirmação posterior do Mandalay Bay como hotel oficial, sede das preliminares e da final televisionada.
Entre as outras possíveis sedes anteriormente noticiadas, após ter cancelado a realização do Miss Universo 2009, a prefeitura de Zagreb, na Croácia, o governo do país e investidores locais renovaram a proposta para o Miss Universo 2010. Pela proposta croata, o concurso seria realizado na Arena Zagreb, construída para a realização do Campeonato Mundial de Handebol de 2009 e que desde sua construção sedia eventos de grande porte e shows. No início do ano, porém, o diretor do concurso Miss Croácia, Vladimir Krajelvic, anunciou que, em função das consequências relacionadas com a crise econômica de 2008, o país tinha retirado sua candidatura para sediar o concurso.
Também a Bolívia apresentou uma "candidatura oficial" através da cidade de Santa Cruz de La Sierra,  que previa até um grande concurso entre os arquitetos do país para construir um local adequado para receber o evento, um Centro de Eventos Internacionais, na falta de um local do tamanho e porte exigido na cidade. Durante a visita de uma comissão da Miss Universe Organization à cidade no início do ano, porém, a ministra da Cultura Zulma Yugar admitiu publicamente as dificuldades do país para realizar o concurso atendendo às exigências da organização. Após uma reunião realizada em La Paz para acerto de detalhes financeiros, logísticos, e jurídicos relacionados ao contrato,  a ministra anunciou oficialmente a renúncia boliviana à candidatura,  alegando "desrespeito à Constituição" do país e impossibilidade financeira de arcar com as exigências e os custos, estimados em US$ 87 milhões, fazendo desta a edição mais cara da história do Miss Universo. O anúncio foi comemorado pelas lideranças feministas de Santa Cruz de la Sierra. 
Aruba, outra candidata, desistiu de ser a sede do concurso de 2010 devido a problemas organizacionais como locais para receber as finais do concurso e as preliminares, além da falta de serviço hoteleiro para receber pessoas de diversos países, mas manteve a candidatura para receber o concurso nos dois anos seguintes.

## Evento
Durante as quase três semanas em que as candidatas passaram em Las Vegas, participaram de diversas atividades, incluindo vender limonada de biquíni e salto alto pelas ruas da cidade. Desde o início, os analistas esperavam ver duas mulheres de mãos dadas no palco ao fim de tudo, esperando o anúncio da vencedora: a eventual vencedora a Miss México Ximena Navarrete e a loira Miss Irlanda Rozanna Purcell. As outras favoritas eram a Miss Rússia Irina Antonenko, Miss Filipinas Venus Raj e Miss Jamaica, Yendi Phillips,que também se posicionou como uma das favoritas no Miss Mundo 2007 onde ficou entre as semifinalistas. Navarrete e Purcell lideravam as previsões dos sites especializados,ao mesmo tempo que Purcell era a franca favorita do público nas casas de apostas locais, pagando 9-2 dólares investidos. Entre os fãs e a imprensa uma das maiores incógnitas era qual seria o eventual destino da Miss Venezuela Marelisa Gibson, que carregava o peso de que o país tinha sido o primeiro país a ganhar o concurso de forma consecutiva nos dois anos anteriores (2008 e 2009) e se ela conseguiria ganhar pela terceira vez consecutiva.

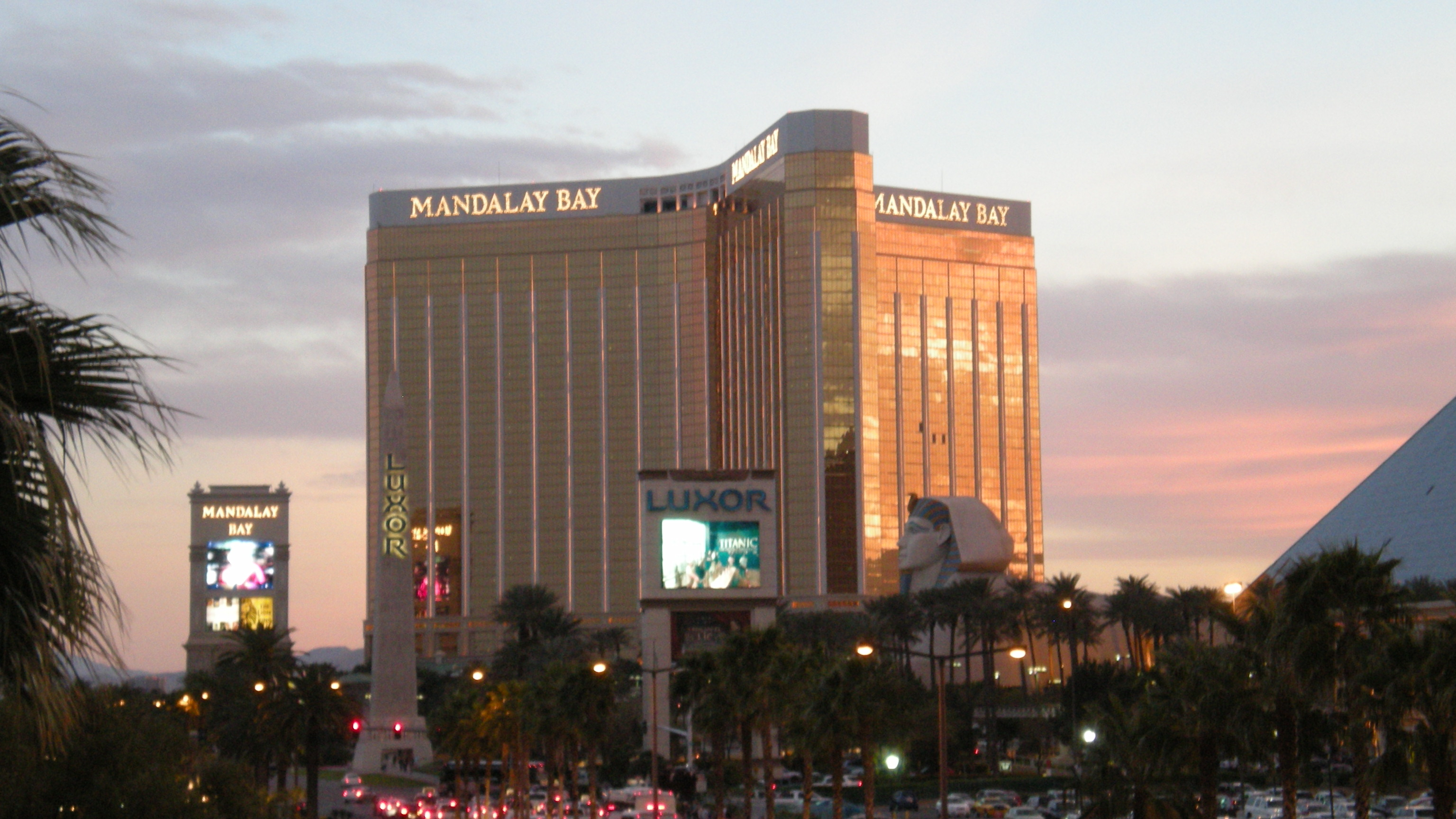
Mandalay Bay Resort and Casino, local do concurso.

O início da final, assistida por mais de 600 milhões de espectadores em todo mundo através do sinal da NBC, começou com o tradicional número de dança e a parada das nações,aonde cada candidata se apresentava; em seguida o Top 15 foi anunciado: Porto Rico, Ucrânia, México, Bélgica, Irlanda, África do Sul, França, Austrália, Jamaica, Rússia, Albânia, Colômbia, Guatemala,  República Tcheca e por último, Filipinas. Quando esta foi anunciada, a primeira filipina a entrar no Top 15 em onze anos, os filipinos presentes no Mandalay Bay e espalhados por todo mundo entraram em êxtase.No mesmo dia foi postado um vídeo da reação de um pequeno grupo de fãs que assistia a transmissão em Manila, esta foi uma  pequena amostra do que deveria ter acontecido por todo país, um dos mais fanáticos por concursos de beleza,  foi postado na Internet e visto por mais de três milhões de pessoas no Youtube em menos de 24 horas. As duas eliminações mais chocantes da noite foram a da  Miss EUA Rima Fakih (Fakih foi a primeira Miss EUA a não conseguir classificação em oito anos) e também a Miss Venezuela.Naquele momento,o sonho da terceira coroa consecutiva terminara de forma melancólica .
Depois do desfile de biquíni o Top 10 foi anunciado e as misses França, Rússia, República Tcheca, Bélgica e Colômbia se despediram; no grupo permaneceu uma atração inesperada, Miss Guatemala Jessica Scheel, a primeira guatemalteca semifinalista do Miss Universo em 26 anos. Após o desfile em vestido de noite foi formado um Top 5,completamente improvável segundo os sites especializados e as bolsas de apostas:composto pela seguinte ordem de anúncios México,Austrália,Jamaica,Ucrânia e Filipinas.Este momento foi considerado o grande choque da noite,já que a irlandesa Rozana Purcell,que era considerada uma das grandes favoritas da noite,acabou sendo eliminada,sem nenhum motivo aparente.

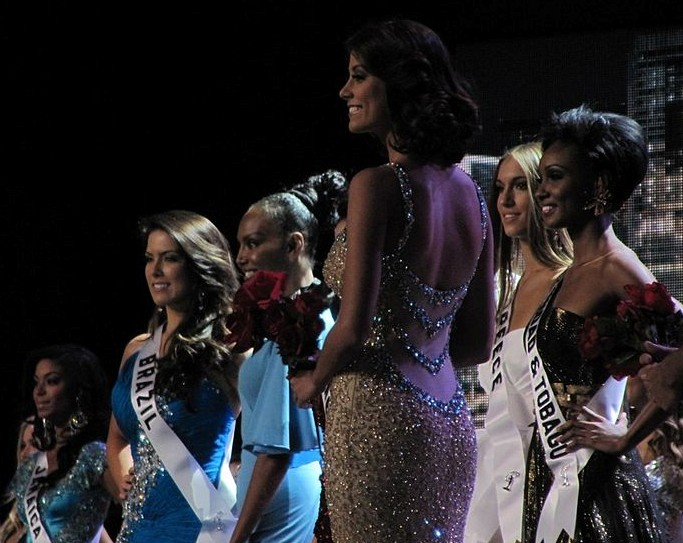
Miss Brasil Débora Lyra e Miss Universo 2009 Stefania Fernández entre outras participantes durante ensaios do Miss Universo 2010.

Antes do anúncio da vencedora, um fato inusitado, entendido como o primeiro protesto político da história do concurso, aconteceu durante o desfile de despedida da Miss Universo 2009,a venezuelana Stefania Fernández.Ao fim de seu desfile de despedida, Stefania tirou de seu vestido uma antiga bandeira de seu país,com sete estrelas; a bandeira do país  sofreu uma alteração durante o governo Hugo Chavez quando uma estrela a mais foi adicionada.O ato de Stefania, foi visto como patriótico e corajoso mas uma grande quebra de protocolo no concurso,ao mesmo tempo que causou reações entusiasmadas, emotivas e divergente entre os venezuelanos.
O resultado final foi Miss Filipinas em 5º, Miss Ucrânia em 4º, Miss Austrália Jesinta Campbell, também eleita Miss Simpatia, em 3º, Miss Jamaica em 2º e a co-favorita Ximena Navarrete do México coroada como nova Miss Universo, a segunda coroa deste país desde Lupita Jones em 1991. Por coincidência, as duas mexicanas foram vencedoras em Las Vegas.
Durante seu reinado, Ximena tornou-se o rosto oficial da L'Oreal e viajou por todo mundo, como a porta-voz da Miss Universe Organization. Um vídeo de seu cansaço e descontentamento durante a viagem à Índia causou controvérsia e desconforto entre os fãs indianos. Ao final de seu mandato, foi a São Paulo, no Brasil, coroar sua eventual sucessora, Leila Lopes, de Angola.

## Resultados

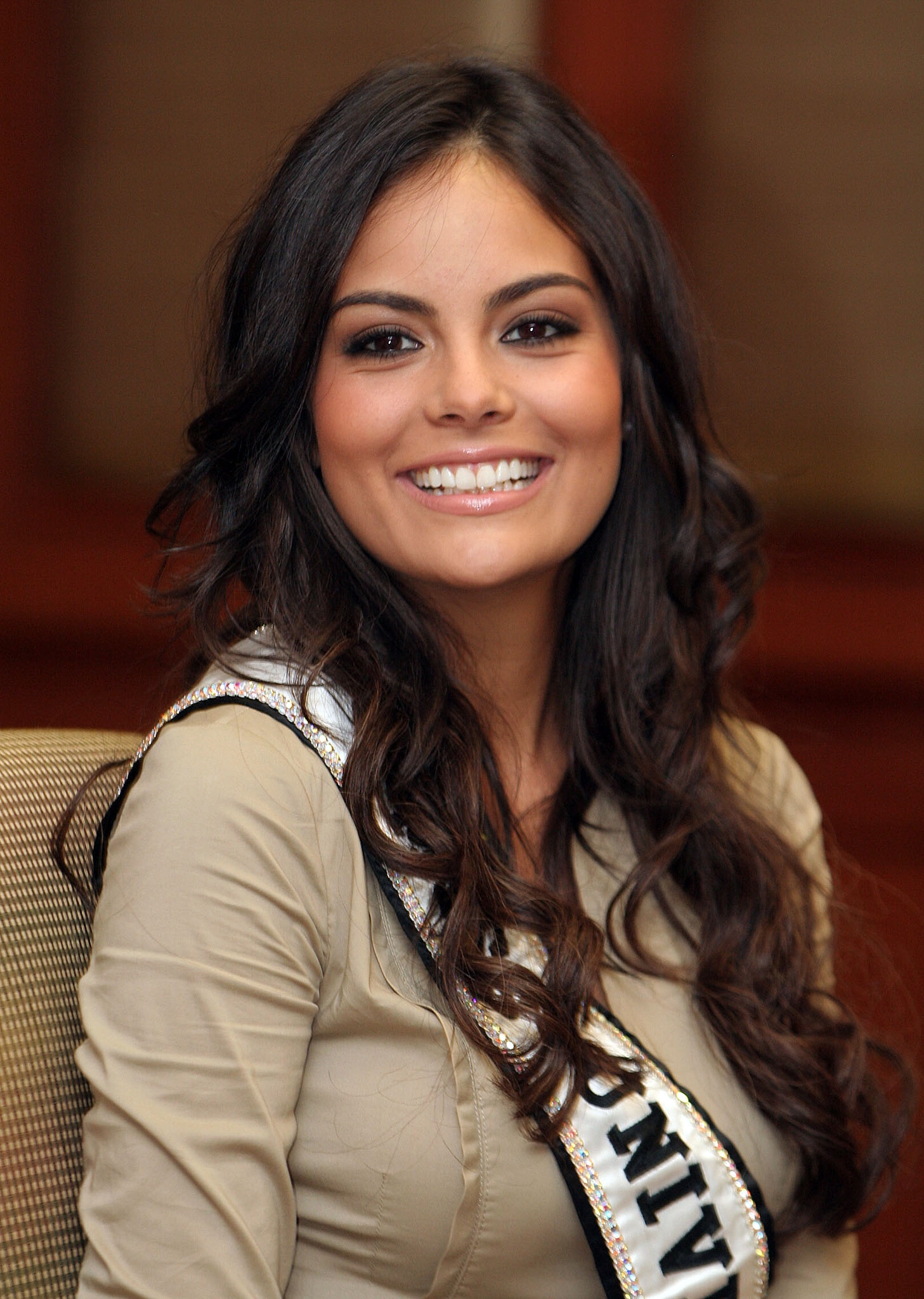
Ximena Navarrete, Miss Universo 2010.

| Colocação                | Candidata                                                                  | País/Território                                            |
| ------------------------ | -------------------------------------------------------------------------- | ---------------------------------------------------------- |
| Miss Universo 2010       | Ximena Navarrete                                                           | México                                                     |
| 2º lugar                 | Yendi Phillips                                                             | Jamaica                                                    |
| 3º lugar                 | Jesinta Campbell                                                           | Austrália                                                  |
| 4º lugar                 | Anna Poslavskaya                                                           | Ucrânia                                                    |
| 5º lugar                 | Maria Vênus Raj                                                            | Filipinas                                                  |
| Semifinalistas (Top 10): | Angela Martini Rozanna Purcell Nicole Flint Jessica Scheel Mariana Vicente | Albânia · Irlanda · África do Sul · Guatemala · Porto Rico |
| Semifinalistas (Top 15): | Irina Antonenko Natalia Navarro Malika Ménard Cilou Annys Jitka Válková    | Rússia · Colômbia · França · Bélgica · República Tcheca    |
| Premiações especiais     |                                                                            |                                                            |
| Miss Simpatia            | Jesinta Campbell                                                           | Austrália                                                  |
| Miss Fotogenia           | Fontip Watcharatrakul                                                      | Tailândia                                                  |
| Melhor Traje Típico      | Fontip Watcharatrakul                                                      | Tailândia                                                  |

## Jurados[14]
- Chazz Palminteri – ator
- Jane Seymour – atriz
- Sheila E. – cantora, percussionista, baterista e diretora musical
- Criss Angel – ilusionista e personalidade de TV
- Evan Lysacek – campeão olímpico de patinação artística
- William Baldwin – ator e produtor
- Chynna Phillips – atriz e cantora
- Niki Taylor – modelo internacional
- Tamron Hall – jornalista da MSNBC

## Candidatas
Em negrito, a candidata eleita Miss Universo 2010. Em itálico, as semifinalistas.
| - África do Sul - Nicole Flint - Albânia - Angela Martini - Alemanha - Kristiana Rohder - Angola - Jurema Ferraz - Argentina - Yesica di Vincenzo - Aruba - Priscilla Lee - Austrália - Jesinta Campbell (3º) - Bahamas - Braneka Bassett - Bélgica - Cilou Annys - Bolívia - Claudia Arce - Botswana – Tirelo Ramasedi - Brasil - Débora Lyra - Canadá - Elena Semikina - Cazaquistão – Assel Kuchukova - China - Wen Tang - Chipre - Demetra Olymbiou - Colômbia - Natalia Navarro - Coreia do Sul - Kim Joo-ri - Costa Rica - Marva Wright - Croácia - Lana Obad - Curaçau - Safira de Wit - Dinamarca – Ena Sandra Causevic - Egito - Donia Hamed - El Salvador - Sonia Cruz - Equador - Lady Mina - Eslováquia - Anna Amenová - Eslovênia - Marika Savšek - Espanha - Adriana Reverón - Estados Unidos - Rima Fakih - Filipinas - Venus Raj (5º) - Finlândia - Viivi Pumpanen - França - Malika Ménard - Gana - Awurama Simpson - Geórgia - Nanuka Gogichaishivili - Grã-Bretanha - Tara Hoyos - Grécia - Anna Prelevic - Guam- Vanessa Torres - Guatemala - Jessica Scheel - Guiana – Tamika Henry - Haiti – Sarodj Bertin - Honduras - Kenia Martinez - Hungria - Tímea Babinyecz | - Ilhas Maurício - Dalisha Doorga - Ilhas Virgens Americanas – Janeisha John - Ilhas Virgens Britânicas – Josephina Nuñez - Índia - Ushoshi Sengupta - Indonésia - Qory Sandioriva - Irlanda - Rozanna Purcell - Israel - Bat-El Jobi - Itália - Jessica Cecchini - Jamaica - Yendi Phillips (2º) - Japão - Maiko Itai - Kosovo - Keshtjella Pepshi - Líbano – Rahaf Abdallah - Malásia - Nadine Ann Thomas - México - Ximena Navarrete (MU) - Nicarágua - Scharllette Allen - Nigéria - Odalonu Ngozi - Noruega - Melinda Elvenes - Nova Zelândia - Ria van Dyke - Países Baixos - Desirée Van den Berg - Panamá - Anyoli Abrego - Paraguai - Yohana Benitez - Peru - Giuliana Zevallos - Polônia - Maria Nowakowska - Porto Rico - Mariana Vicente - República Dominicana - Eva Arias - República Tcheca - Jitka Válková - Romênia – Oana Paveluc - Rússia - Irina Antonenko - Sérvia - Lidija Kocic - Singapura - Tania Lim - Sri Lanka – Ishanka Madurasinghe - Suécia – Michaela Savic - Suíça - Linda Fäh - Tailândia - Fontip Watcharatrakul - Tanzânia - Hellen Dausen - Trinidad e Tobago – LaToya Woods - Turquia - Gizem Memiç - Ucrânia - Anna Poslavska (4º) - Uruguai - Cintia Dottone - Venezuela - Marelisa Gibson - Zâmbia – Alice Musukwa |

## Fatos
- Miss Guatemala Jessica Scheel foi apenas a terceira colocada no concurso nacional de seu país e estava escalada para participar do Miss Beleza Internacional. A vencedora, Alejandra Barillas, foi substituída por ela – a segunda colocada estava comprometida com o Miss Mundo – após sofrer uma lesão na perna que a impediu de viajar para Las Vegas. Com a participação de Jessica, a Guatemala conseguiu sua primeira inclusão no Top 15 em 26 anos e o primeiro Top 10 de sua história no concurso.[18] No ano seguinte, Barillas, numa ocasião única em concursos de beleza, foi novamente coroada como Miss Guatemala, recebendo a coroa de Scheel e tendo novamente a chance de ir ao Miss Universo, o que fez na edição de 2011. O fato aconteceu porque devido a uma mudança de calendário, o Miss Guatemala 2011 só ocorreria em outubro deste ano, enquanto o Miss Universo 2011 seria realizado em setembro, em São Paulo. Sem poder enviar Scheel novamente, foi dada a chance a Barillas, a eleita originalmente em 2010.[19]
- A Jamaica conseguiu a melhor colocação de sua história, o segundo lugar, e a Austrália a melhor colocação desde o título de Jennifer Hawkins em 2004.[18]
- Miss EUA Rima Fakih tornou-se a quarta norte-americana a não se classificar nos 58 anos do concurso, depois de Barbara Peterson (1976), Kimberly Pressler (1999) e Shauntay Hinton (2002).[14]

## Transmissão e audiência
O concurso foi transmitido nos Estados Unidos pela NBC e pelo canal hispânico Telemundo. No Brasil, ele foi transmitido pela Rede Bandeirantes na madrugada após o evento, com cortes, principalmente da abertura com as candidatas em trajes típicos. A transmissão em VT e não ao vivo se deveu ao Horário Político obrigatório na época.  A TNT transmitiu ao vivo por canal pago normalmente para o Brasil.
Nos Estados Unidos, ele foi visto por 6,04 milhões de espectadores, um crescimento discreto em relação à edição anterior, vista por 5,84 milhões. Devido à sua exibição tardia no Brasil, a audiência do VT foi a pior em todos os tempos: 0,8 de média segundo o Ibope.